# クリスティン・ネスビット
クリスティン・ネスビット（Christine Nesbitt、1985年5月17日 - ）は、カナダの女子スピードスケート選手。得意種目は1000mと1500m。バンクーバーオリンピック1000m金メダリスト。

## 経歴
オーストラリアのメルボルンでカナダ人の父とオーストラリア人の母の間に生まれる。オーストラリアで過ごしたのは生後数カ月のみで、その後はカナダのオンタリオ州ロンドンで育った。アイスホッケーや陸上競技など様々なスポーツに親しみ、12歳の時にショートトラックスピードスケートを始めた。ショートトラックが盛んなモントリオールにあるマギル大学へ進むことを希望していたが叶わず、2003年にオリンピックオーバルを所有するカルガリー大学の工学部へ進学してロングトラックへ転向(スケートとの両立からのちに地理学科へと移っている) 。
2005年に地元カルガリーで開催されたワールドカップのカナダ代表として国際舞台へデビューする。翌年のトリノオリンピックの代表にも選出され、シンディ・クラッセン、クリスティナ・グローブスらと組んだ団体パシュートで五輪新記録もマークして銀メダルを獲得。その後もワールドカップの表彰台へ何度も上がり、2007/08シーズンには初勝利を挙げた。
2008/09シーズンはワールドカップの1000mで3勝を挙げて総合優勝、世界距離別選手権では初めて個人種目での金メダルに輝く。翌シーズンには1000mで無敵に近い強さを発揮し、同種目でワールドカップ4勝、同総合優勝(2季連続)、バンクーバーオリンピック優勝を果たした。五輪後はモチベーションの低下に悩み、交通事故によるひじの負傷もあったが、現在も1000mと1500mのトップスケーターとして活躍した。個人種目でのワールドカップ通算32勝(1000m19勝、1500m13勝)は女子として歴代10位である(2017/18シーズン終了時点)。2012年1月28日には1000mで史上初めて1分12秒台をマークしクラッセンの世界記録を更新した。 2015年に現役を引退。

## 人物
- 学生時代には音楽にも興味を持ち、ピアノを習ったり学校のバンドでトランペットを担当したりした。また作曲も行いオンタリオ州の賞も受けている。好きなアーティストはオーティス・レディング、ルイ・アームストロング、フレデリック・ショパンなどで[2]、現在も趣味でトランペットを演奏している[3]。
- 少女時代の1年間をマニトバ州のピナワで過ごし、そこではフランス語で学校の授業を受けていた[2]。彼女は現在もフランス語を話すことを趣味の一つとしている[3]。
- 地元ロンドンの教師たちが設立した、ケニアの子供たちに教育的援助を行うボランティア団体「The Muungano Foundation」を支援している。

## 自己記録
| 種目  | 記録      | 日時           | 場所               |
| ----- | --------- | -------------- | ------------------ |
| 500m  | 37秒59    | 2012年1月21日  | ソルトレイクシティ |
| 1000m | 1分12秒68 | 2012年1月28日  | カルガリー         |
| 1500m | 1分52秒75 | 2007年11月10日 | ソルトレイクシティ |
| 3000m | 4分03秒44 | 2011年2月11日  | カルガリー         |
| 5000m | 7分07秒15 | 2008年1月13日  | カルガリー         |